# Мемтранзистор
Мемтранзистор — це експериментальний електронний компонент з багатьма полюсами, який може бути використаний у побудові штучної нейронної мережі. Це комбінація мемристора і транзистора. Застосування технології мемристорів обмежені тим, що вони є  пристроями з двома полюсами. Кілька з'єднань мемтранзистора дозволяють йому точніше моделювати нейрон з його множинними синаптичними з'єднаннями. Нейронна мережа, створена на їх основі, забезпечила б гарну основу апаратного штучного інтелекту.
Дослідники Північно-західного університету виготовили пристрій із сімома полюсами, виготовлений на дисульфіді молібдену. Один полюс контролює струм між шістьма іншими.